# Berlin Models
Berlin Models – unser Leben, unser Traum ist eine in Deutschland von filmpool produzierte Pseudo-Doku-Soap, die von November 2014 bis Februar 2015 im Nachmittagsprogramm des Privatsender RTL ausgestrahlt wurde.
Wegen geringer Zuschauerzahlen wurde im Januar 2015 bekanntgegeben, dass die Serie vorzeitig beendet wird.

## Konzept
Im Fokus der als Scripted Reality dargestellten Handlung steht die fiktive Agentur „Berlin Models“ der 49-jährigen Modelagentin Liz Thielenbach. Die Serie sollte als Lead-in für die Nachmittagsserie Unter uns dienen.

## Darsteller
Neben wenigen ausgebildeten Schauspielern wirken in der Serie Models und weitere Laiendarsteller mit.
| Darsteller             | Rollenname         | Rollenbeschreibung lt. RTL         |
| ---------------------- | ------------------ | ---------------------------------- |
| Alica Büchel           | Mila Blank         | Der ehrliche Sonnenschein          |
| Marc Eggers            | Marc Eggers        | Der zerrissene Herzensbrecher      |
| Olivia Augustinski     | Liz Thielenbach    | Die sensible Powerfrau             |
| Fabian Zahrt           | Uwe Eggers         | Der kernige Hitzkopf               |
| Nadine Trinker         | Nadine Trinker     | Die kumpelhafte Bookerin           |
| Elizabet Bezgrebelnaya | Vicky Thielenbach  | Die haltsuchende Rebellin          |
| Henri Tänzer           | Rico Krause        | Der warmherzige Spaßvogel          |
| Ingo van Gulijk        | Stefan Thielenbach | Das charmante Schlitzohr           |
| Edmund Kunke           | Eric Müller        | Das Kind im Mann                   |
| Julian F.M. Stoeckel   | Frederik Meinl     | Der raffinierte Überlebenskünstler |
| Julia Gaba             | Loretta            | Die sexy Empfangsdame mit Herz     |
| Bettina Amrhein        | Betty              |                                    |
| Cherin West            | Sarah              | Das leidenschaftliche Biest        |
| Felicitas Ackermann    | Jessy              | Das naive Möchtegern-Model         |

## Ausstrahlung und Quoten
Wegen geringer Zuschauerzahlen, die im Schnitt bei weniger als 0,5 Mio. lagen, wurde im Januar 2015 bekanntgegeben, dass die Serie vorzeitig beendet wird. Der Sendetermin wurde von wochentags nachmittags auf Samstag vormittags verlegt. Nach der Ausstrahlung von Folge 51 am 14. Februar 2015 wurde die Serie ganz aus dem Fernsehprogramm genommen und die übrigen Folgen 52 bis 75 im Internet gezeigt.